# سنان أبو لحوم
 سنان بن عبد الله بن صالح أبو لحوم (1922 - 9 يناير 2021)  شيخ مشايخ قبائل بكيل اليمنية وإن كان إبنه سبأ أبو لحوم الشيخ الفعلي للقبائل  يعد سنان من أبرز القيادات القبلية في تاريخ اليمن المعاصر لدوره في ثورة 26 سبتمبر ضد حكم الإمامة. وكان من أبرز المعارضين لحرب صيف 1994 ومؤيدا لإستقالة الرئيس عبد الرحمن الأرياني بسبب اعتقاد أن الأرياني كان يميل للاشتراكيين والبعثييين وخشية مشايخ القبائل من توليهم مناصب حساسة في الدولة  وهو رأي كان عبد الله بن حسين الأحمر أكثر صراحة فيه من سنان بتأثير من الملك السعودي فيصل بن عبد العزيز حسب ماجاء في مذكرات أبو لحوم مناضل ومجاهد ثوري عظيم